# 布里奇諾斯
布里奇諾斯（英語：Bridgnorth）是英格蘭什羅普郡的一個城鎮，分為高城和低城兩個部分。據2001年人口普查，布里奇諾斯有人口11,891人，2011年人口普查時增加到12,079人。

## 友好城市
- 法國 蒂耶尔